# Peugeot Typ 5

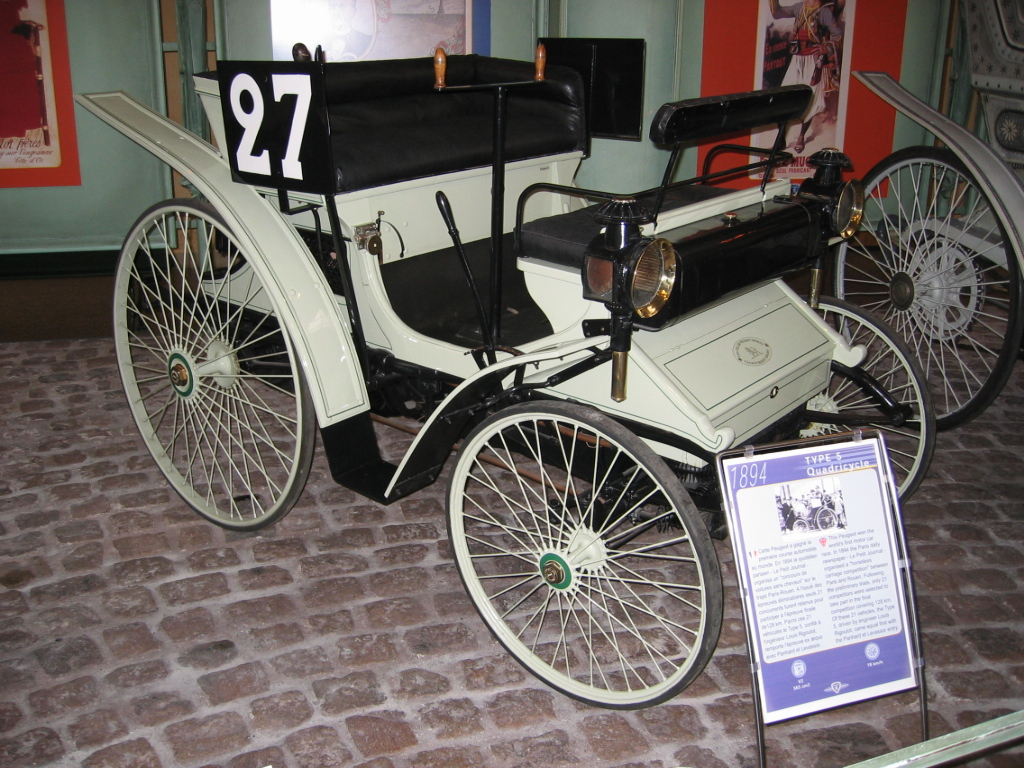
Peugeot Typ 5 im Peugeot-Museum Sochaux

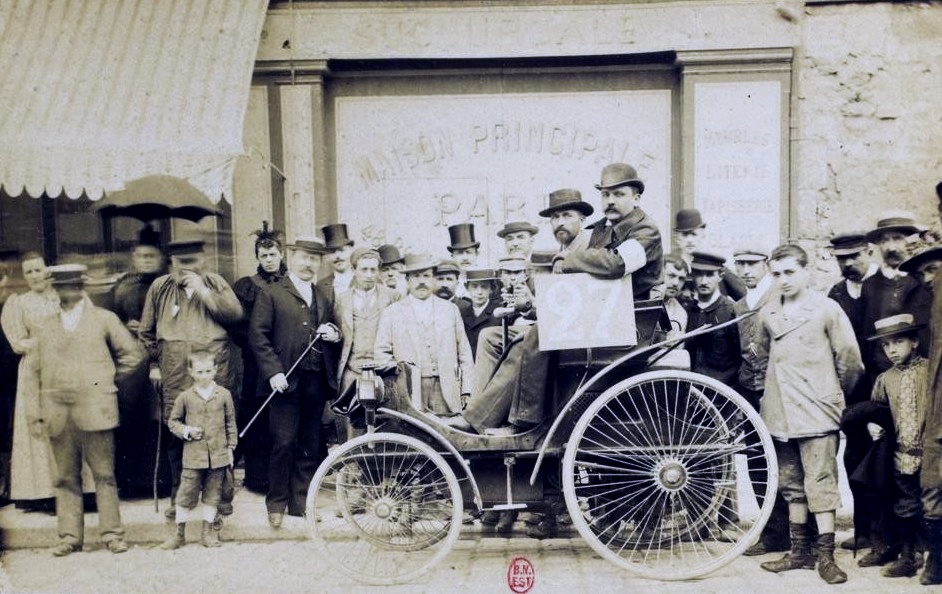
Louis Rigoulot auf Peugeot Typ 5 beim Rennen Paris–Rouen 1894

Der Peugeot Typ 5 ist ein frühes Automodell des französischen Automobilherstellers Peugeot, von dem von 1894 bis 1896 im Werk Valentigney 14 Exemplare produziert wurden.
Die Fahrzeuge besaßen einen Zweizylinder-Viertaktmotor nach Lizenz Daimler, der im Heck angeordnet war und über Ketten die Hinterräder antrieb. Der Motor leistete zwischen 1 und 2,5 PS.
Bei einem Radstand von 130 cm und einer Spurbreite von 115 cm betrug die Fahrzeuglänge 215 cm, die Fahrzeugbreite 132 cm und die Fahrzeughöhe 135 cm. Die Karosserie bot Platz für zwei Personen.
Das Auktionshaus Bonhams versteigerte am 2. November 2018 ein Fahrzeug von 1894/95 für 356.500 Pfund Sterling.
Im Jahr 1894 startete Peugeot mit mehreren Typ-5- und Typ-7-Wagen beim Concours du «Petit Journal» Les Voitures sans Chevaux von Paris nach Rouen, das als erstes Automobilrennen der Geschichte gilt. Albert Lemaîtres Typ-7-Phaeton war das erste Fahrzeug mit Benzinmotor, das ins Ziel kam und hatte drei Minuten Rückstand auf Albert de Dions Dampftraktor.